# Будинок зі шпилем (Харків)
«Будинок зі шпилем» — 11-поверховий історичний хмарочос середини XX століття, розташований на майдані Конституції, одне з «семи чудес» міста Харкова, що займає квартал в історичному центрі міста. Пам'ятка архітектури та містобудування місцевого значення № 7114-Ха.

## Історія
У першій половині XX століття на місці «Будинку зі шпилем» розташовувалися малоповерхові дореволюційні будівлі. Під час Другої світової війни забудова площі сильно постраждала, багато будівель було зруйновано, в тому числі готель «Червоний», будинок Дворянських зборів тощо. В 1940-х роках було відновлено будинок міської ради та колишніх банків, а у 1950–1954 роках на місці зруйнованих будівель між сучасним проспектом Героїв Харкова та Вірменським провулком розпочалося будівництво житлового комплексу для робітників Турбінного заводу, ХТЗ та ХЕМЗу.
Будинок зводився за проєктом архітектора П. І. Орешкіна у стилі «сталінський ампір». Будівництвом займався Житлобуд-2, корпуси будівлі мають різну поверховість (від 7 до 11). Під час післявоєнної відбудови Харкова новими домінантами міста мали б стати висотки зі шпилями саме у такому стилі. На місці старих будинків мали збудувати нові багатоповерхівки. За проєктом Олександра Михайловича Касьянова було розроблено нове планування центру міста. На Лопанській стрілці, на вулиці Конторській були запроєктовані «сталінські висотки», шпилями мали бути увінчані Центральний універмаг, нова будівля Харківського університету та будинок на розі Театрального узвозу та вулиці Потебні.
Однак, як і цей план, «Будинок зі шпилем» не був повністю добудований до початку боротьби з надмірностями в будівництві. В 1967 році була завершена добудова 9-поверхового корпусу зі сторони Вірменського провулку. Його декор відсутній, що сильно контрастує з фасадом на майдані Конституції. Перший секретар ЦК КПРС Микита Хрущов вважав, що саме цей будинок є візитівкою Харкова та однією з найкращих його пам'яток.
На першому поверсі будинку до 2010 року був розміщений найбільший в Харкові книжковий магазин — «Книжковий світ». У 2008 році «Будинок зі шпилем» удостоївся шостого місця в конкурсі «Сім чудес Харкова». У листопаді 2009 року скульптуру будівлі у виконанні скульптора Сейфаддіна Гурбанова було встановлено на майдані Архітекторів. Влітку 2010 року Геннадій Кернес запропонував відправити модель «Будинку зі шпилем» на доопрацювання, проте скульптор заявив, що слідував проєкту, переданому йому в міському управлінні архітектури, і переробляти скульптуру відмовився. У дворі будинку у 2019 р. встановили пам'ятник двірнику. Події роману Сергія Жадана «Депеш Мод» розгортаються у «Будинку зі шпилем».
На будинку встановлена меморіальна дошка на честь героя СРСР Анатолія Чинкова, який мешкав у цьому будинку.
2 березня 2022 року Росія вдарила по центру міста, влучивши у Палац Праці. Було пошкоджено фасад, а також втратив скління «Будинок зі шпилем».

## Галерея

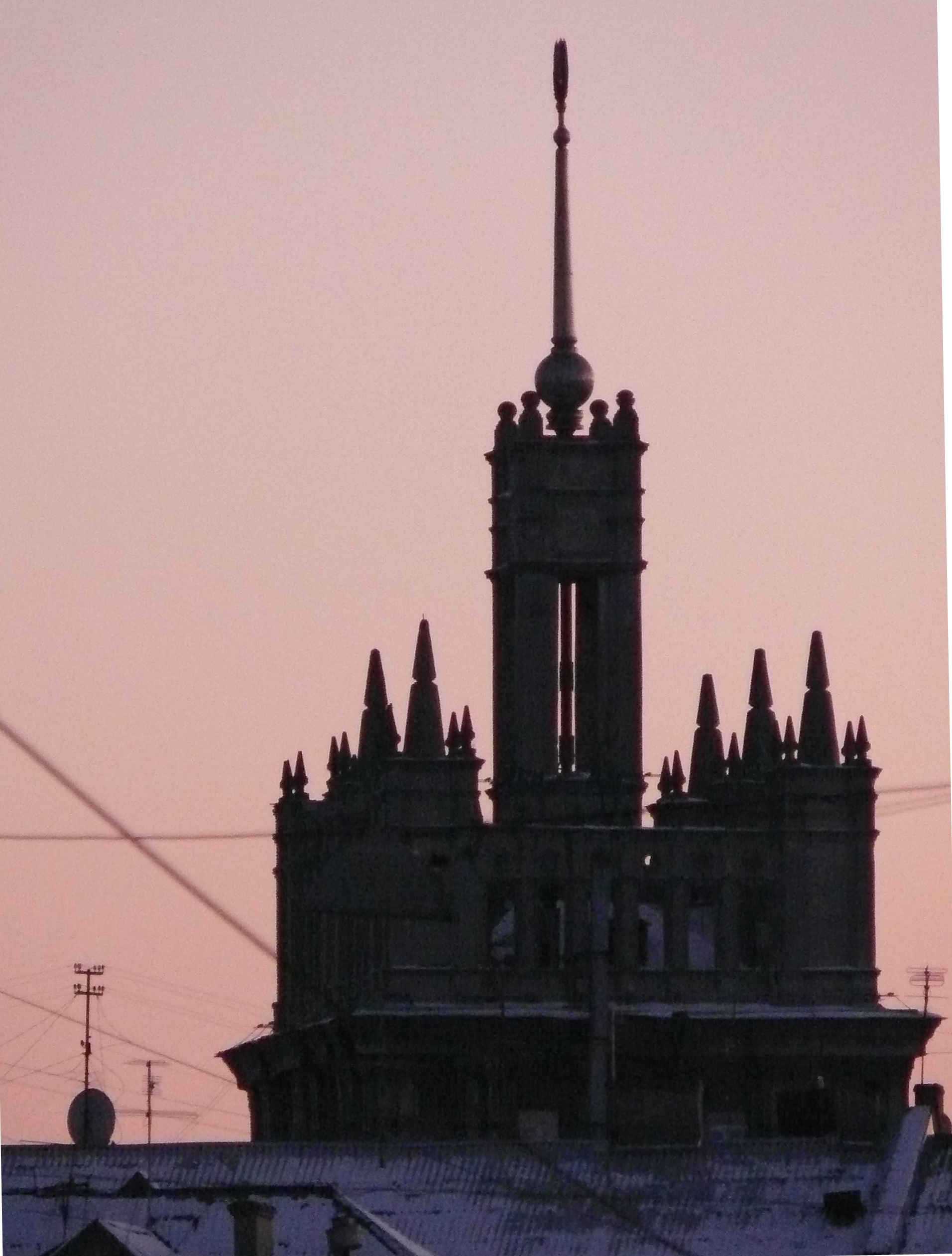
Силует верхівки «Будинку зі шпилем», 2009 рік.
«Будинок зі шпилем» у Харкові, 1963 рік.
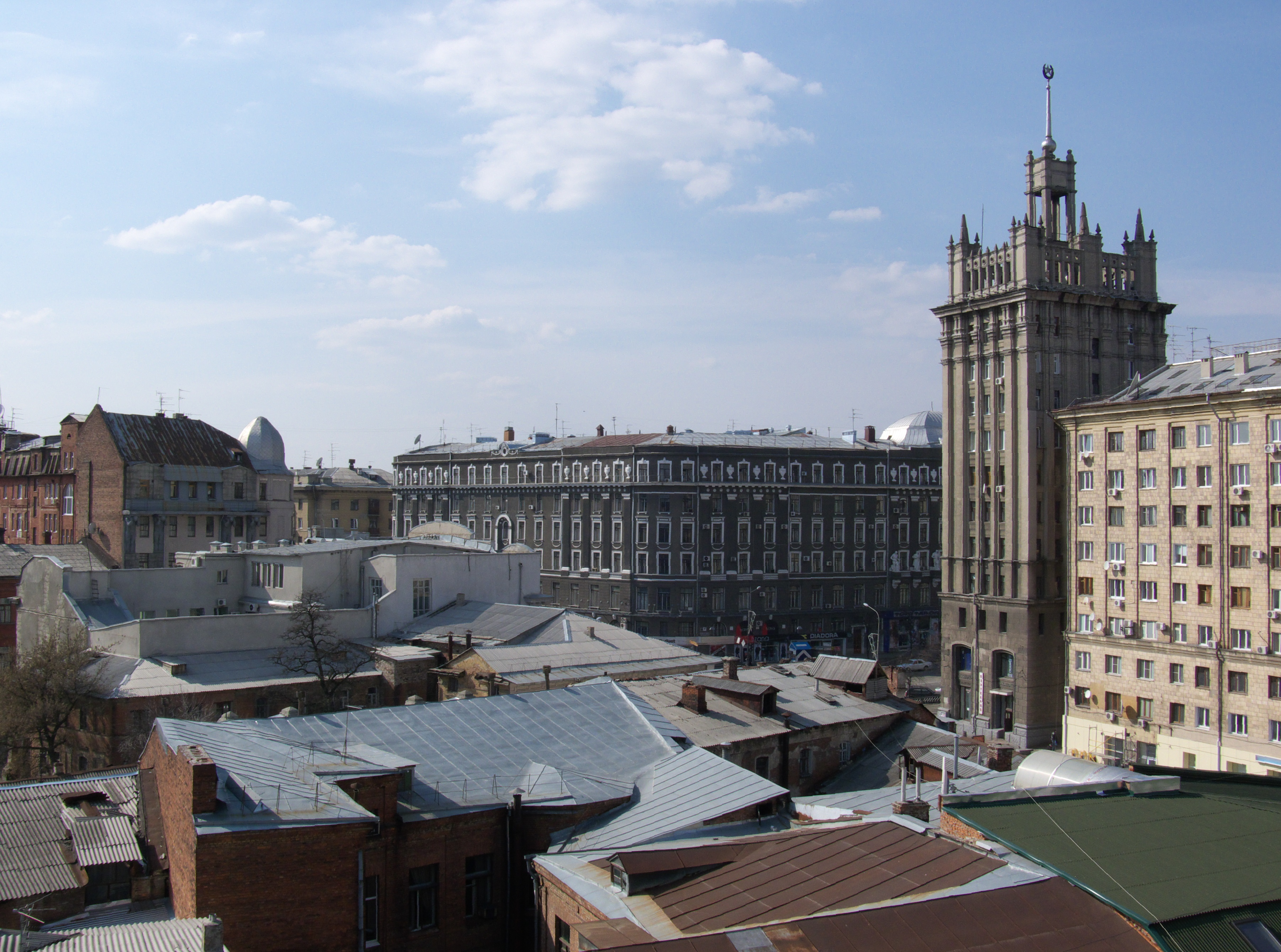
«Будинок зі шпилем», 2008 рік.
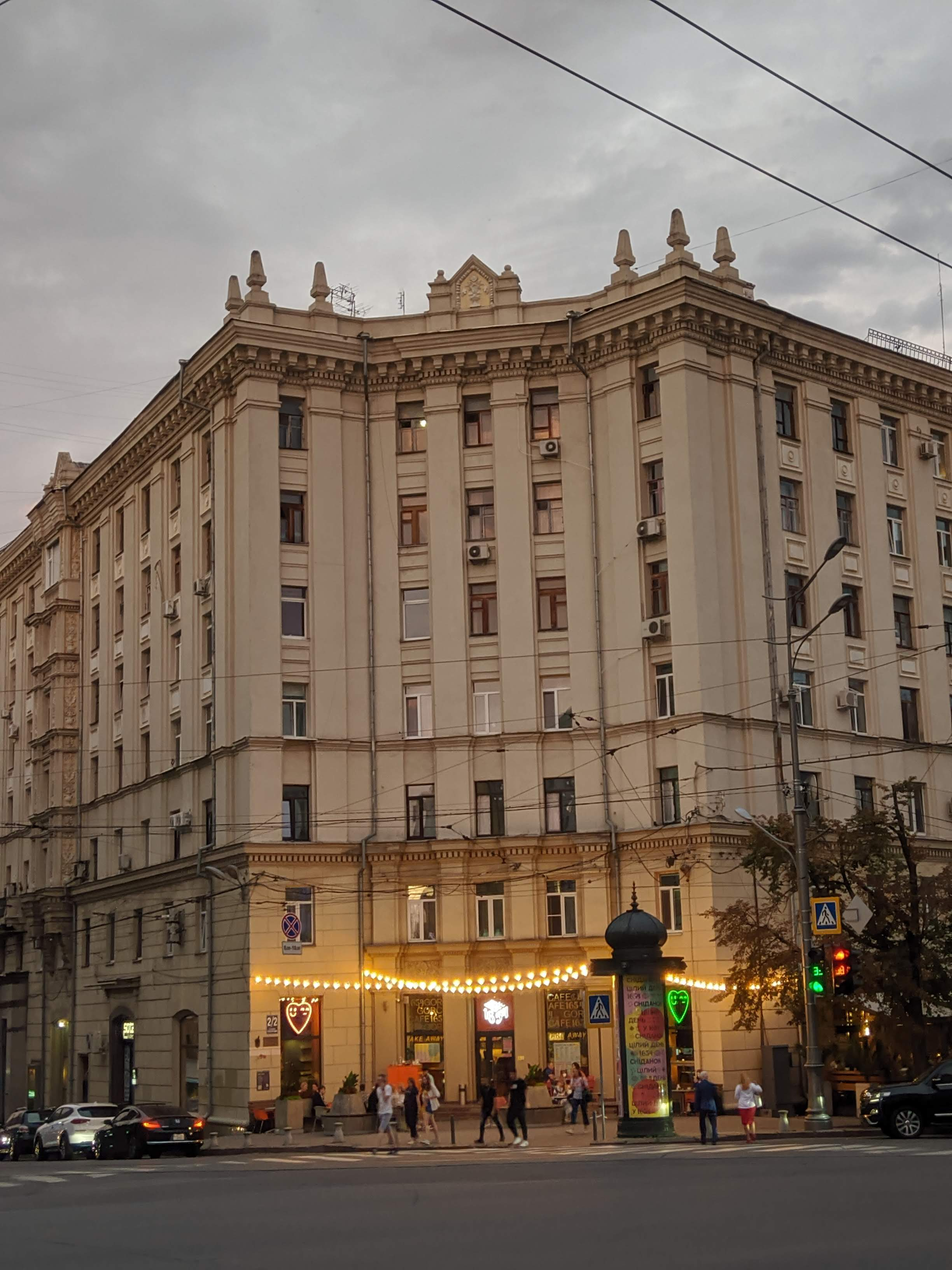
Будинок з боку проспекту Героїв Харкова
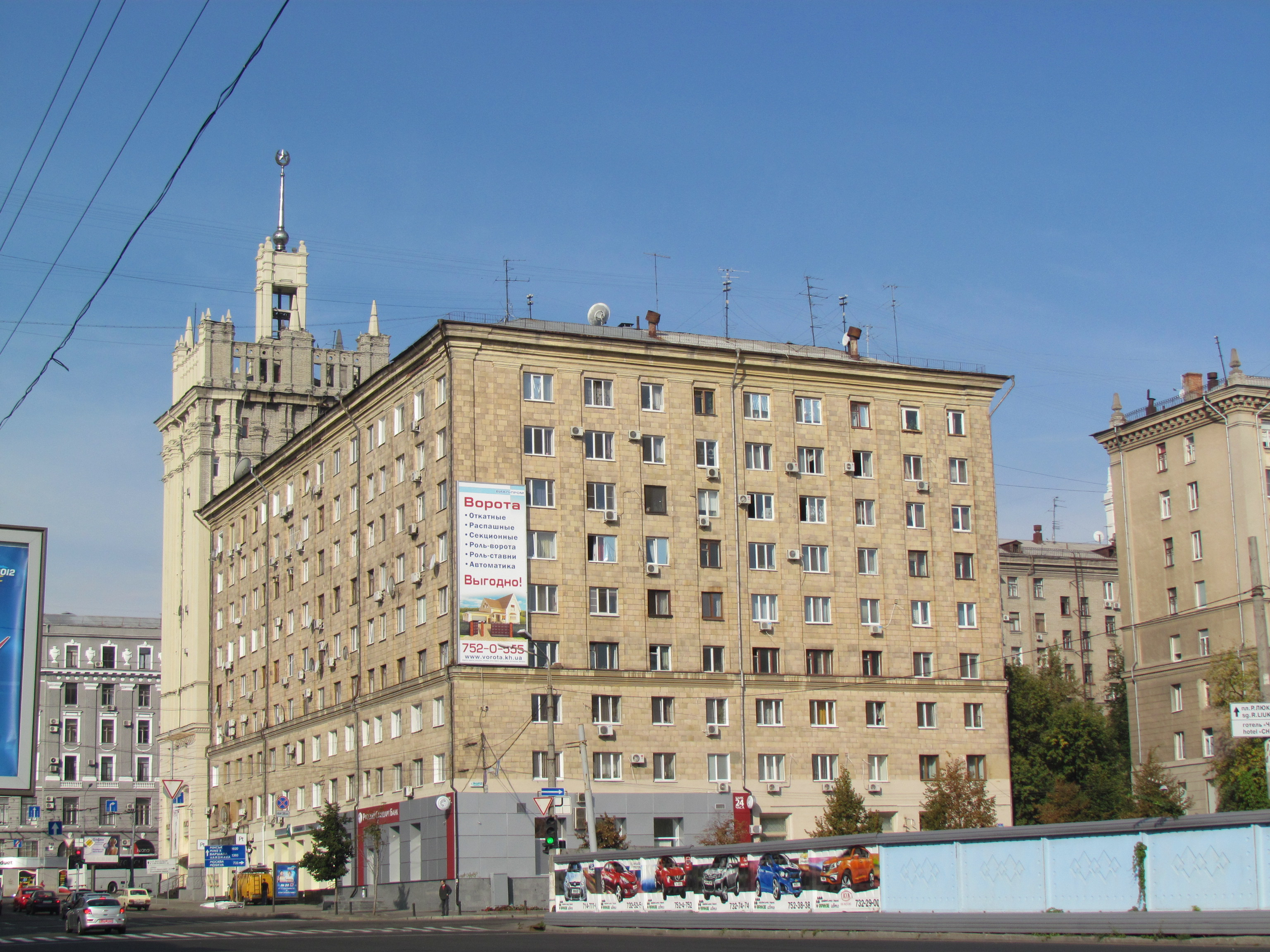
Фасад з боку Вірменського провулку
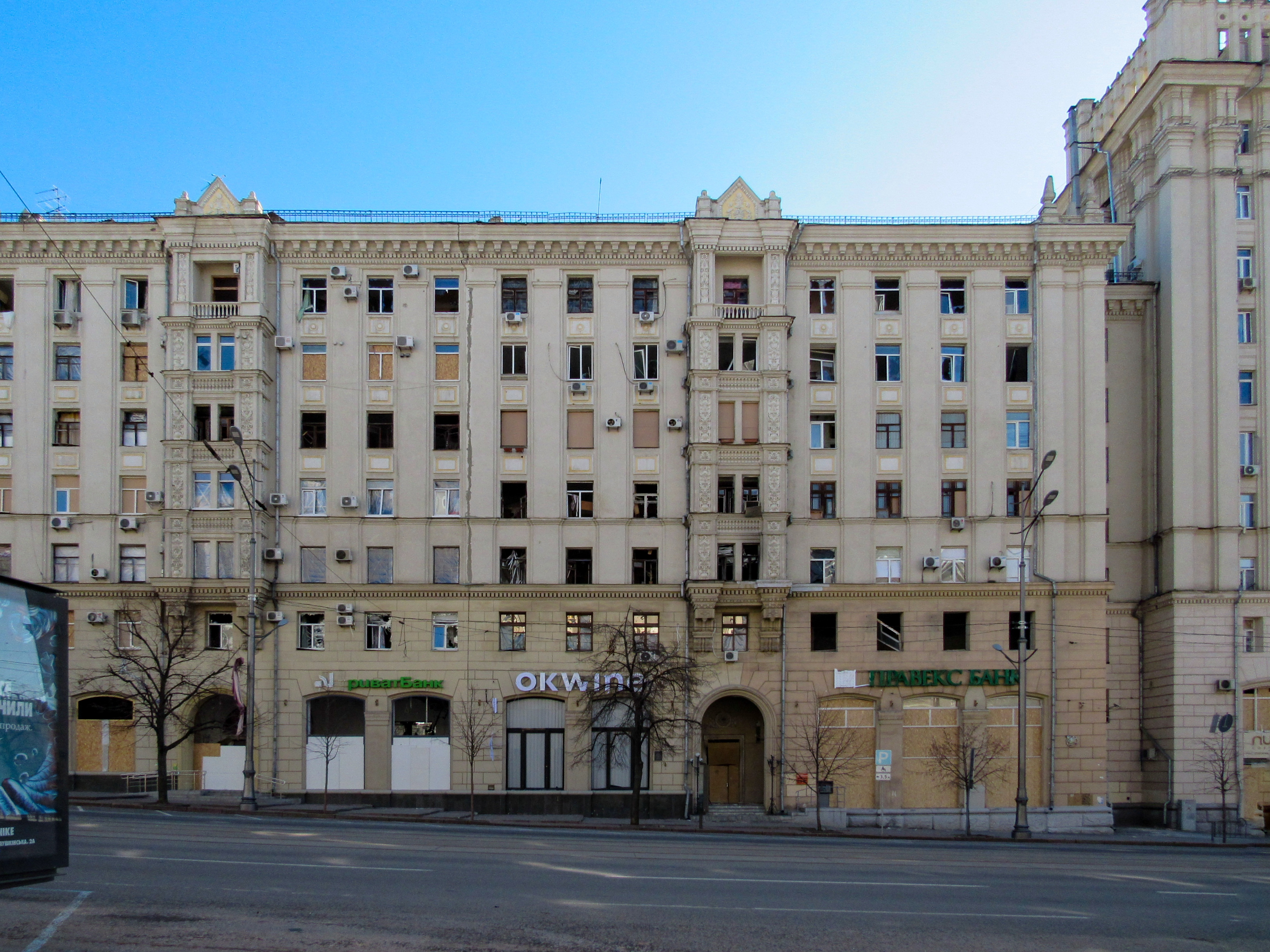
Вибиті вікна «Будинку зі шпилем» після влучання російської ракети у Палац Праці